# Dipartimento di Gracias a Dios
Il dipartimento di Gracias a Dios è un dipartimento dell'Honduras orientale avente come capoluogo Puerto Lempira. Il territorio è quasi completamente disabitato, perché paludoso, non bonificato ed immerso nella giungla.
Il suo nome, pare, derivi dalla famosissima frase di Cristoforo Colombo, che, dopo aver percorso in lungo ed in largo questa regione, dove avvenne il suo primo sbarco disse: «Al fin salimos de esas honduras, gracias a Dios!»
Il dipartimento di Gracias a Dios comprende 6 comuni:
- Ahuas
- Brus Laguna
- Juan Francisco Bulnes
- Puerto Lempira
- Ramón Villeda Morales
- Wampusirpi